# Faramarz Ettehadieh
Faramarz Ettehadieh (* 22. März 1948 in Teheran; eigentlich Faramarz Ettehadieh-Rachti) ist ein österreichischer Unternehmer.

## Leben
Faramarz Ettehadieh wurde 1948 in Teheran geboren. Nach dem Tod seines Vaters, Universitätsprofessor für Chemie an der Universität Teheran, emigrierte Ettehadiehs Mutter mit ihm und seinen beiden Schwestern nach Linz, als er acht Jahre alt war. Als alleinerziehende Mutter eröffnete und betrieb sie dort ein Teppichgeschäft, in dem Faramarz Ettehadieh von Kindheit an mithalf und so erste Erfahrungen als Geschäftsmann sammelte.
Nach der Matura an einem Linzer Bundesrealgymnasium studierte er Wirtschaftswissenschaften an der Johannes-Kepler-Universität Linz. 1972 spondierte er mit einer Diplomarbeit über Vermögensberatungsgesellschaften, 1974 promovierte er mit einer Dissertation zum Thema Kapitalbeteiligungs- und Investmentgesellschaften.
1972 begann Ettehadieh seine Tätigkeit im Bauträgergewerbe und gründete die Imperial Finanzgruppe, die sich zu einer Unternehmensgruppe mit weitreichenden internationalen Aktivitäten in den Bereichen Immobilien, Immobilienveranlagung, Tourismus und Medien weiterentwickelte. Für über 50.000 Investoren realisierte Imperial mehr als 100 Bauprojekte in Österreich, Deutschland, Italien und Ungarn in den Bereichen Gewerbe-, Wohn- und Hotelimmobilien.
Aufgrund des Wertverlusts von Anlageprodukten der Imperial-Finanzgruppe kam es seit 2001 wiederholt zu Klagen gegen das Unternehmen und Ettehadieh, die auch in den Medien ausführlich thematisiert wurden. Die Strafverfahren gegen Ettehadieh endeten mit einem Freispruch bzw. wurden eingestellt.
1985 erfolgte die Gründung der Cordial Ferienclub AG. Diese etablierte das Time-Sharing-System in Österreich und entwickelte sich zu einer Ressort-Hotelkette mit großteils selbst entwickelten Anlagen an den Standorten Wien, Reith bei Kitzbühel, Bad Gastein, Kirchberg, Salzburg, Achenkirch, Going und Gavorrano (Toskana). Der Cordial Ferienclub zählte im Jahr 2011 ca. 8700 Mitglieder, die mehrheitlich aus Deutschland stammten.
1992 wurde die Imperial Bank gegründet, die seit 1999 als Partner Bank firmiert und als erste Privatbank Oberösterreichs seit der Gründung der zweiten Republik gilt.
1995 beteiligte sich Ettehadieh maßgeblich an der Gründung der Tageszeitung Wirtschaftsblatt, die damals einzige österreichische Tageszeitung mit Wirtschaftsschwerpunkt.
1996 gründete Faramarz Ettehadieh mit seiner Frau Bahia die gemeinnützige Organisation TwoWings, einen Verein der sich auf die Förderung von Ausbildungsprogrammen in Entwicklungsländern speziell für Mädchen und Frauen fokussiert.
Ettehadieh war Vorstandsmitglied im Club of Budapest.
Faramarz Ettehadieh ist verheiratet und Vater dreier Kinder.

## Ehrungen und Auszeichnungen
- 2013 Jubiläumsmedaille in Silber der Wirtschaftskammer Oberösterreich[18]
- 2000 Siemens Life Award[19]

## Werke
- Die Two Wings Story – Nichts ist erfolgreicher, erfrischender, erfüllender, liebenswerter und lebenswerter als Menschlichkeit. Horizonte Verlag, Stuttgart 1998, ISBN 3-89483-051-4.